# Aridius ypirangae
Aridius ypirangae es una especie de coleóptero de la familia Latridiidae.

## Distribución geográfica
Habita en Brasil.